# Елегантно качулато тинаму
Елегантното качулато тинаму (Eudromia elegans) е вид птица от семейство Тинамуви (Tinamidae).

## Разпространение и местообитание
Разпространен е в Аржентина, Боливия и Чили.